# Mavinahatti, Athni
Mavinahatti là một làng thuộc tehsil Athni, huyện Belgaum, bang Karnataka, Ấn Độ.